# Hromoš
Hromoš (bis 1948 slowakisch „Gromoš“; ungarisch Kormos – bis 1907 Gromos) ist eine Gemeinde im Nordosten der Slowakei mit 515 Einwohnern (Stand 31. Dezember 2024), die zum Okres Stará Ľubovňa, einem Teil des Prešovský kraj, gehört.

## Geographie
Die Gemeinde befindet sich am Nordhang der Leutschauer Berge am Bach Hromovec. Das Ortszentrum liegt auf einer Höhe von 523 m n.m. und ist 13 Straßenkilometer von Stará Ľubovňa entfernt.
Nachbargemeinden sind Plavnica im Westen und Norden, Plaveč im Osten, Ďurková im Südosten, Bajerovce im Süden und Šambron im Südwesten.

## Geschichte
Hromoš entstand in den 1580er Jahren nach deutschem Recht auf Initiative des Geschlechts Horváth und wurde zum ersten Mal 1600 als Gromos schriftlich erwähnt, als eine Steuer erstmals fällig wurde. Zu dieser Zeit war es ein kleines Dorf mit ungefähr 10 Häusern für Untertanen sowie einem für den Schultheiß und war Teil des Herrschaftsgebiets der Burg Plaveč. 1787 hatte die Ortschaft 31 Häuser und 266 Einwohner, 1828 zählte man 53 Häuser und 394 Einwohner, die als Hirten, Landwirte, Weber sowie als Waldarbeiter beschäftigt waren. Seit dem frühen 19. Jahrhundert ist der Ort Kozelec (erste Erwähnung 1427 als Kozlyk) Teil der Gemeinde Hromoš.
Bis 1918 gehörte der im Komitat Sáros liegende Ort zum Königreich Ungarn und kam danach zur Tschechoslowakei beziehungsweise heute Slowakei. Nach 1918 änderten sich die Haupteinnahmequellen der Bevölkerung nicht. Nach dem Zweiten Weltkrieg pendelte ein Teil der Einwohner in umliegende Industriebetriebe sowie nach Tschechien.

## Bevölkerung
| Jahr                | 1994 | 2004    | 2014    | 2024    |
| ------------------- | ---- | ------- | ------- | ------- |
| Anzahl der Personen | 520  | 527     | 517     | 515     |
| Unterschied         |      | +1,34 % | −1,89 % | −0,38 % |

| Jahr                | 2023 | 2024    |
| ------------------- | ---- | ------- |
| Anzahl der Personen | 509  | 515     |
| Unterschied         |      | +1,17 % |

Gemäß der Volkszählung 2011 wohnten in Hromoš 498 Einwohner, davon 483 Slowaken, sieben Russinen sowie jeweils ein Rom, Tscheche und Ukrainer. Fünf Einwohner machten keine Angabe zur Ethnie.
343 Einwohner bekannten sich zur römisch-katholischen Kirche, 135 Einwohner zur griechisch-katholischen Kirche, sechs Einwohner zur Evangelischen Kirche A. B. und vier Einwohner zur orthodoxen Kirche. Drei Einwohner waren konfessionslos und bei 13 Einwohnern wurde die Konfession nicht ermittelt.

## Bauwerke und Denkmäler
- griechisch-katholische Lukaskirche im historisierenden Stil aus dem Jahr 1895